# Hundra
Hundra es una película de fantasía dirigida por Matt Cimber. Estrenada en 1983 y coproducida entre España, Italia y Estados Unidos,  la protagonizan Laurene Landon, María Casal y John Ghaffari.

## Sinopsis
Hundra pertenece a una tribu de amazonas. Es la única miembro de la tribu de su edad que nunca ha estado con un hombre. Un día, cuando sale de caza, su tribu es superada en número y masacrada por los bárbaros. Como única sobreviviente, viaja donde una anciana sabia y le pide consejo. Para su sorpresa, la anciana le dice que debería convertirse en madre para prevenir la extinción final de su tribu. 

## Reparto
- Laurene Landon ... Hundra
- John Ghaffari ... Napatkin
- María Casal ... Drachima
- Ramiro Oliveros ... Pateray
- Luis Lorenzo ... Rotahar
- Tamara ... Chrysula
- Victor Gans ... Landrazza
- Cristina Torres ... Shandrom
- Bettina Brenner ... Madre de Hundra
- Fernando Bilbao ... Torente

## Recepción
Paul Mavis of Dvdtalk.com argumenta que Hundra es una película de culto.
"Monster Pictures" coloca a "Hundra" como una de las películas más minusvaloradas de su época.  John Shatzer de BloodTypeOnline.com la hace una crítica negativa, salvo por alguna escena de acción.